# 알렉스 팩스톤 비즐리

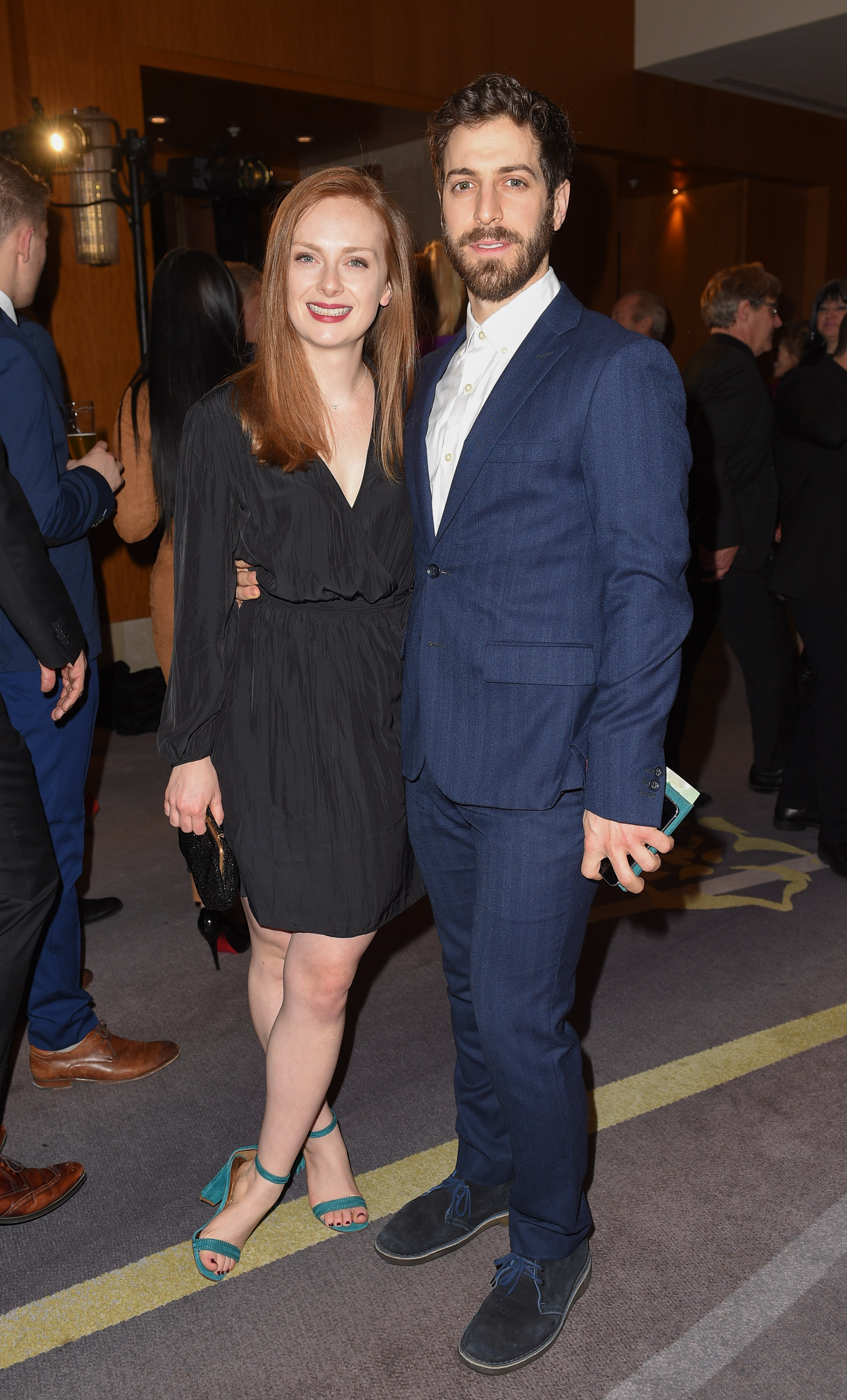

앨릭스 팩스턴비즐리(Alex Paxton-Beesley, 1986년 9월 24일 ~ )는 캐나다의 배우이다.
토론토에서 태어났다.

## 출연 작품

### 영화
- The Good Shepherd (2004)
- 패닉 런 (2021)

### 텔레비전
- 야망의 함정 (2012)